# Slowaakse literatuur
Slowaakse literatuur is de literatuur van Slowakije of meer specifiek de literatuur in het Slowaaks.

## Geschiedenis

### Vroege Middeleeuwen
Na de grote Slavische migratie westwaarts van de 6e eeuw stamt de eerste literatuur uit het gebied dat het huidige Slowakije vormt uit de tijd van het Groot-Moravische Rijk, in de 9e tot begin 10e eeuw. Traditioneel viel dit gebied onder het invloedsbereik van de kerk van Rome, welke meerdere pogingen tot kerstening deed en daarbij het Latijn invoerde. Ontevreden met Rome zocht Rostislav (846-870) toenadering tot de Byzantijnse kerk. Deze stuurde de monniken Cyrillus en Methodius, welke een op de Slavische volkstaal, tegenwoordig Oudkerkslavisch genoemd, gebaseerde liturgie met een eigen schrift, het Glagolitisch alfabet invoerden. Een andere bekende schrijver uit deze periode was Clemens van Ohrid. In geschriften uit dit tijdperk werden meestal christelijke onderwerpen beschreven. Een voorbeeld hiervan is het gedicht Proglas - een voorwoord van de vier evangeliën. Het is een gedeeltelijke vertalingen van de Bijbel naar het Oudkerkslavisch, wat ook wel het Zakon sudnyj ljudem werd genoemd. Uiteindelijk werd de Byzantijnse ritus en daarmee het Glagolitisch door het Latijn verdrongen.

### Hongaarse verovering
Nadat rond 900 de Hongaren het Moravische Rijk binnenvielen werd Slowakije deel van het Koninkrijk Hongarije. In de latere middeleeuwen (tot ca 1500) werd de Slowaakse literatuur geschreven in het Latijn, het Tsjechisch en Tsjechische Slowaaks (Slowaaks met Tsjechische elementen) en het Hongaars. Een belangrijke vorm van literatuur was de poëzie. Binnen de middeleeuwse poëzie waren twee stromingen te ontwaren: de lyrische poëzie en de epische poëzie. De lyrische poëzie bestond uit gebeden, liederen en formules. Deze stroming stond sterk onder de invloed van de kerk. De epische poëzie was seculier en gericht op legendes en kronieken. Een bekende kroniekschrijver was Johannes de Thurocz, de auteur van de Chronica Hungarorum, en Maurus van Pécs. 

### Renaissance
In de 16e eeuw kreeg de literatuur meer een nationaal karakter. In deze periode domineerde het Latijn als de geschreven taal en schreef men vooral over kerkelijke onderwerpen. Vanaf 1500 werd er steeds meer geschreven over onderwerpen die gerelateerd waren aan de klassieke cultuur van het Oude Griekenland en het Oude Rome.
Het eerste Slowaakse gedrukte boek was Het Boek van Eden door Vašek Zaleský uit 1561. Een vroeg-renaissance Slowaaks liefdesgedicht is het anonieme epische Siládi en Hadmázi (1560), zich afspelend tegen een achtergrond van de Ottomaanse invallen in Centraal-Europa. 
Juraj Tranovský bracht verschillende bundels van hymnen uit en werd ook wel de vader van de Slowaakse hymne genoemd. Zijn eerste werk was het Latijnse Odarum Sacrarum sive Hymnorum Libri III uit 1629, en zijn belangrijkste en meest bekende werk was Cithara Sanctorum ("Lier der Heiligen"). Deze hymne is tot op vandaag de dag een belangrijke lofzang voor Lutherse Tsjechen en Slowaken. De lofzang werd in het Tsjechisch geschreven en in 1636 in Levoča gepubliceerd. Mede vanwege de beperkte literatuur zorgden de Slowaakse liederen van Tranovský voor een verhoogd nationaal bewustzijn.

### Barok en Vroegmoderne Tijd
In de Renaissance ontwikkelde zich een onderscheid tussen religieuze en seculiere (niet-religieuze) literatuur. In de tijd van de Barok leidde dit tot religieuze conflicten. 
Daniel Sinapius-Horčička schreef Latijnse gedichten en schooldrama’s, religieuze proza, spreekwoorden en Slowaakse spirituele poëzie. Zijn proza getuigt van een nationaal bewustzijn. Het looft de Slowaakse taal en bekritiseert het gebrek aan vaderlandsliefde onder zijn landgenoten.
Hugolín Gavlovič was ten tijde van de Barok de meest bekende auteur van Slowakije. Hij schreef religieuze, morele en educatieve geschriften in de West-Slowaakse volkstaal. Zijn bekendste werk heet Valašská škola, mravúv stodola welke 17.862 verzen en talrijke couplet-kanttekeningen in dichtvorm bevat.

### Verlichting
De Franse Revolutie van 1789 zorgde voor een opleving van nationalistische gevoelens in Slowakije. De neoclassicistische beweging die geïnspireerd was op de Verlichting beïnvloedde ook de Slowaakse literatuur. 
Tot het midden van de negentiende eeuw was het gesproken Slowaaks meestal een mengeling van Tsjechisch en Slowaaks. Een belangrijk standaardwerk uit deze tijd, Gramatica Slavija (1790) van Anton Bernolák, gebruikte het West-Slowaakse dialect als de standaard schrijfvorm. Dit leidde uiteindelijk tot een mislukking. Toch werden er belangrijke werken met de normen van Bernolák gepubliceerd, bijvoorbeeld Dúverná zmlúva medzi mňíchom a ďáblom ("Een vertrouwelijk verdrag tussen de monnik en de Duivel") van Juraj Fándly van 1879. Anton Bernolák was naast schrijver ook een katholieke priester. Lutherse Slowaken zoals Augustin Doležal, Juraj Palkovič en Pavel Jozef Šafárik gaven de voorkeur aan een gemeenschappelijke Tsjechisch-Slowaakse identiteit en taal. 
De eerste Hongaarse krant Magyar Hírmondó werd in Pressburg (Bratislava) in 1780 gepubliceerd, gevolgd door de eerste Slowaakse krant, het tijdschrift Prešpurské Noviny dat in 1783 kortstondig verscheen. 
Jozef Ignác Bajza werd bekend door zijn roman René mláďenca príhodi a skúsenosťi. Dit werk is belangrijk als de eerste roman in het Slowaaks.
Het Panslavisme diende als inspiratie voor vele gedichten uit deze periode. Slávy Dcera is een verzameling van 150 gedichten van Ján Kollár en verheerlijkt de Pan-Slavische idealen in drie liederen die naar de Saale, Elbe en Donau werden vernoemd. Het epos Svätopluk (1833) van Ján Holly was een belangrijk werk uit deze tijd.

### 1840-1871
Ľudovít Štúr was de literaire leider van de Slowaakse nationale opleving in de 19e eeuw. Hij wordt herinnerd als de grondlegger van de moderne Slowaakse taal zoals deze tot op de dag van vandaag gebruikt wordt. Hij koos het middel-Slowaakse dialect als basis. Het codificatieprogramma (1834) van Štúr werd door Ján Kollár en de Tsjechen afgekeurd. Zij beschouwden het Slowaaks als een Tsjechisch dialect en zagen een onafhankelijke Slowaakse schrijftaal als ondermijning van de gemeenschappelijke Tsjechisch-Slowaakse natie en een verzwakking van de solidariteit. Echter, de meerderheid van de Slowaakse wetenschappers, onder andere vele katholieken, verwelkomde het. Zij gebruikten immers nog de codificatie van Bernolák uit 1790. In 1844 schreef Štúr Nárečja slovenskuo alebo potreba písaňja v tomto nárečí ("Het Slowaakse dialect of de noodzaak om in dit dialect te schrijven"). In 1853 werd de enige compilatie van zijn poëzie, Spevy a piesne ("Gezangen en liederen") in Pressburg gepubliceerd. 
Janko Kráľ was een van de eerste dichters die begon met het schrijven in de moderne Slowaakse standaardtaal die door Štúr en zijn metgezellen was gecodificeerd. 
De eerste werken van toneelschrijver Ján Chalupka waren in het Tsjechisch, maar na 1848 begon hij in het Slowaaks te schrijven en Tsjechische originelen naar het Slowaaks te vertalen.

### 1872-1917
Pavol Országh Hviezdoslav schreef tot 1860 zijn gedichten in het Hongaars. In 1871 nam hij deel aan de voorbereiding van de almanak Napred ("Naar voren") die het begin van een nieuwe literaire generatie in de Slowaakse literatuur markeert. Hij introduceerde syllabische-tonische verzen in de Slowaakse poëzie en was een toonaangevende vertegenwoordiger van het realisme in de Slowaakse literatuur. Zijn stijl kenmerkt zich door het veelvuldige gebruik van zelfbedachte woorden en uitdrukkingen die moeilijk om naar andere talen te vertalen zijn. 
Martin Kukučín was een van de meest opmerkelijke vertegenwoordigers van het Slowaaks literaire realisme. Hij wordt als een van de grondleggers van de moderne Slowaakse proza beschouwd.

### 1918-1945
Als gevolg van het uiteenvallen van het Oostenrijks-Hongaarse Rijk en de daaropvolgende oprichting van Tsjechoslowakije verdween de invloed van het Hongaars op de Slowaakse taal. Tijdens het interbellum gaf men aan poëzie voorrang ten koste van het proza. Zowel Živý bič ("Levende zweep") van Milo Urban (1927) als de roman Jozef Mak van Jozef Ciger-Hronský (1933) waren gericht op de verandering van het leven van de gewone mens.
Tijdens de turbulente jaren van de Slowaakse Republiek en de vorming van Tsjecho-Slowakije domineerden twee aparte literaire stromingen. Er is sprake van lyrisch proza, waarin persoonlijke gevoelens worden verwoord. Enkele bekende schrijvers binnen dit thema zijn Hronský, František Švantner, Dobroslav Chrobák, Ľudo Ondrejov en Margita Figuli. Daarnaast stond het surrealistisch proza, waarin men een droomachtige werkelijkheid probeerde te creëren. Štefan Žáry, Rudolf Fabry en Pavel Bunčák zijn bekende schrijvers die zich hiermee hebben beziggehouden.